# アコースティック録音
アコースティック録音（アコースティックろくおん）とは、音楽・音響の録音において、音声を電気信号に変換することなく、機械的振動を直接レコード原盤に伝達して刻み込む録音方式のこと。ラッパ型の集音器を使うため、しばしば「ラッパ録音」と呼ばれることもあり、後に登場した電気録音に対するレトロニムであり、古い録音法の意から「旧吹き込み」などとも呼ばれる。
初期のレコード録音においては、マイクロフォンが発明されていなかったため、蓄音機の逆の方法、すなわちラッパに向かって歌いあるいは楽器を演奏し、その音でダイヤフラムを振動させ、その振動を針に伝達して記録用媒体に溝を記録（カッティングという）しており、これがアコースティック録音である。

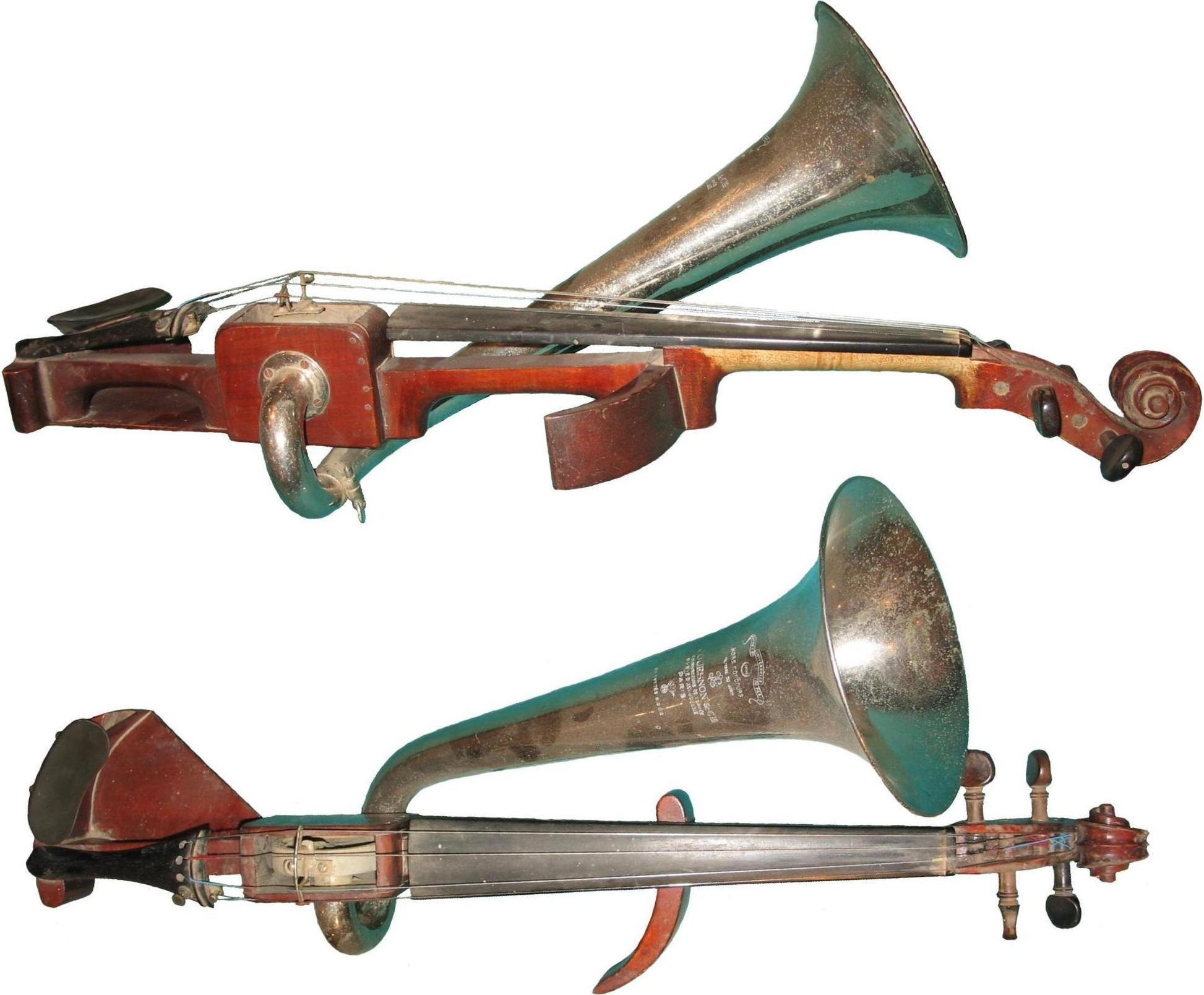
シュトローヴァイオリン

この方式では、ある程度の音質で記録可能な音源は独唱曲か小編成の器楽曲程度で、オーケストラの記録はかなり貧弱な音質にしかならなかった。特にヴァイオリンなどの弦楽器の収録は楽器の広い範囲から音が輻射・拡散するため、集音用のラッパで捕らえることが難しかった。このため、録音専用の特殊なヴァイオリンとしてシュトローヴァイオリン(Stroh Violin)が使用された。これは、ヴァイオリンの発音機構にサキソフォーンのようなラッパを取り付けて音を拡大するとともに、集音ラッパの方向に音を集中させるものである。
指揮者レオポルド・ストコフスキーはアコースティック録音においてオーケストラの音を効果的に録音するため、オーケストラの楽器編成を大幅に改変した。一例として、弦楽器のパートに木管楽器を重ねて重要な音を増強する、逆に打楽器が他の楽器の音を隠さないように弱めたり省略したりする、などである。これはいわば原音におけるイコライゼーションと言うべき工夫であり、ストコフスキーとフィラデルフィア管弦楽団が演奏したレコードは当時としてはかなりオーケストラの音らしく聴こえるため売上増に貢献したという。